# ニューヨーク・タイムズ・ブックレビュー
ニューヨーク・タイムズ・ブックレビュー（The New York Times Book Review, NYTBR）は、ニューヨーク・タイムズの別刷で週に一度発行される紙媒体の雑誌であり、フィクション・ノンフィクションを問わずさまざまな本の書評を掲載している。出版業界では最も影響力があり広く読まれている書評誌の１つである。編集部はニューヨークのタイムズスクエア近辺にある。

## 概要
ニューヨーク・タイムズは1896年10月に、この日から書評面を設けるという告知を行っている。
本日より新刊の書評と...その日の出来事に関連した気になる話題について批評を行う別刷の発行を開始します—ニューヨーク・タイムズ1896年10月10日
想定している読者は、知的で幅広いテーマに関心を持つ成人である。ニューヨーク・タイムズ・ブックレビューの流通形態には2種類あり、定価を設定して、定期購読だったり書店やニューススタンドで販売されるパターンと、定価を設定せずこの新聞の日曜版に折り込まれるパターンがある（どちらもそれ以外はほぼ変わらない）。
編集部には毎週、著者や出版社から750から1000冊の本が届くが、レビューが行われるのはそのうち20から30冊である。年間1500本に及ぶゲラ原稿を読む「下読み」をする編集者が、実際にレビューする本を選ぶ。その基本となるのは、重要であったり注目に値する本を見つけ出したり、大勢のなかから新進の作家を発見することである。また、基本的に自費出版の本のレビューはしない方針である。レビュー用に選ばれなかった本は「廃棄室」に積まれていき、しばらくして売却される。2006年の時点では、月に一度バーンズ・アンド・ノーブルの担当者がこの「廃棄室」に来て本を買い取っており、編集部はその収益を慈善事業に寄付していた。レビューに使われた本は、たいていレビュワーに寄贈される。
2015年の時点で、全ての書評は社外の人間が行い、編集部内では評論を行っていない。それまでは、内製で書評を行ったり外注が混在したりしていた。外部の人間が書評する場合、編集部でレビューの最終稿まで協力する「下読み」を用意する。外注といっても他部署での業務がメインのニューヨークタイムズの社員である場合もある。レビュアーには、この書評欄で定期的に書評をしているプロの文芸批評家、小説家、学者、アーティストなどもいる。
編集長と副編集長たちの仕事はもちろん下読みばかりではない。コピーエディター（原稿管理）のチーム、編集部への投書を読むレターエディター、週刊でコラム（「ペーパーバック・コーナー」など）を書くコラムニストたち、プロダクションエディター（制作管理）、ウェブ・インターネット出版部門などの仕事がある。さらに「ブックレビュー・ポッドキャスト」という名前の作家インタビューの音源など、レビューの追加コンテンツを提供しているインターネットサイトもある。
ブックレビューは毎週、引用される事が多く影響の大きいベストセラーリストを掲載している。この一覧は、ニューヨークタイムズ社内の「ニュース・サーベイ」部門が作成している

## 今年注目を集めた100冊
ニューヨーク・タイム・ブックレビューは毎年12月初頭に「今年注目を集めた100冊」を発表している。レビュー済のフィクション、ノンフィクションからそれぞれ50冊ずつ計100冊がノミネートされ、そこからフィクション、ノンフィクションでさらにそれぞれ5冊ずつ計10冊が「今年最も良かった本」として表彰される。年末には他にも審査員が10冊の児童書を選ぶ「最優秀絵本賞」などがある。

## 研究
2010年、スタンフォード大学教授のアラン・ソレンソンとジョナ・バーガーは、このブックレビューで好意的に書評が書かれた場合と否定的に書かれた場合で書籍の売り上げが受ける影響を調査した論文を発表している。この調査によると、好意的に書かれた本はその恩恵を得ていたが、人気があったり有名な著者の場合は、否定的に書かれた書評でマイナスの影響を受けることがわかった。あまり知られていない著者の場合は否定的な書評でも恩恵を得ており、言い換えれば悪評もまた評として本の売り上げにプラスになっていたのである。
2012年に発表された大学教授で作家のロクサーヌ・ゲイの調査によると、2011年にこのブックレビューで取り上げられた本の著者は90%が白人だった。ゲイは「この数字は出版業界全体の傾向を表わしている。この業界では出版された本はほぼ白人の著者によって書かれているということだ」と述べた。これらの研究が行われた時代区分では、2010年の国勢調査によれば、アメリカ合衆国の人口に占める白人は72%だった（この調査ではヒスパニックとラティーノも白人として扱われている）。